# Dorfkirche Selchow (Storkow)

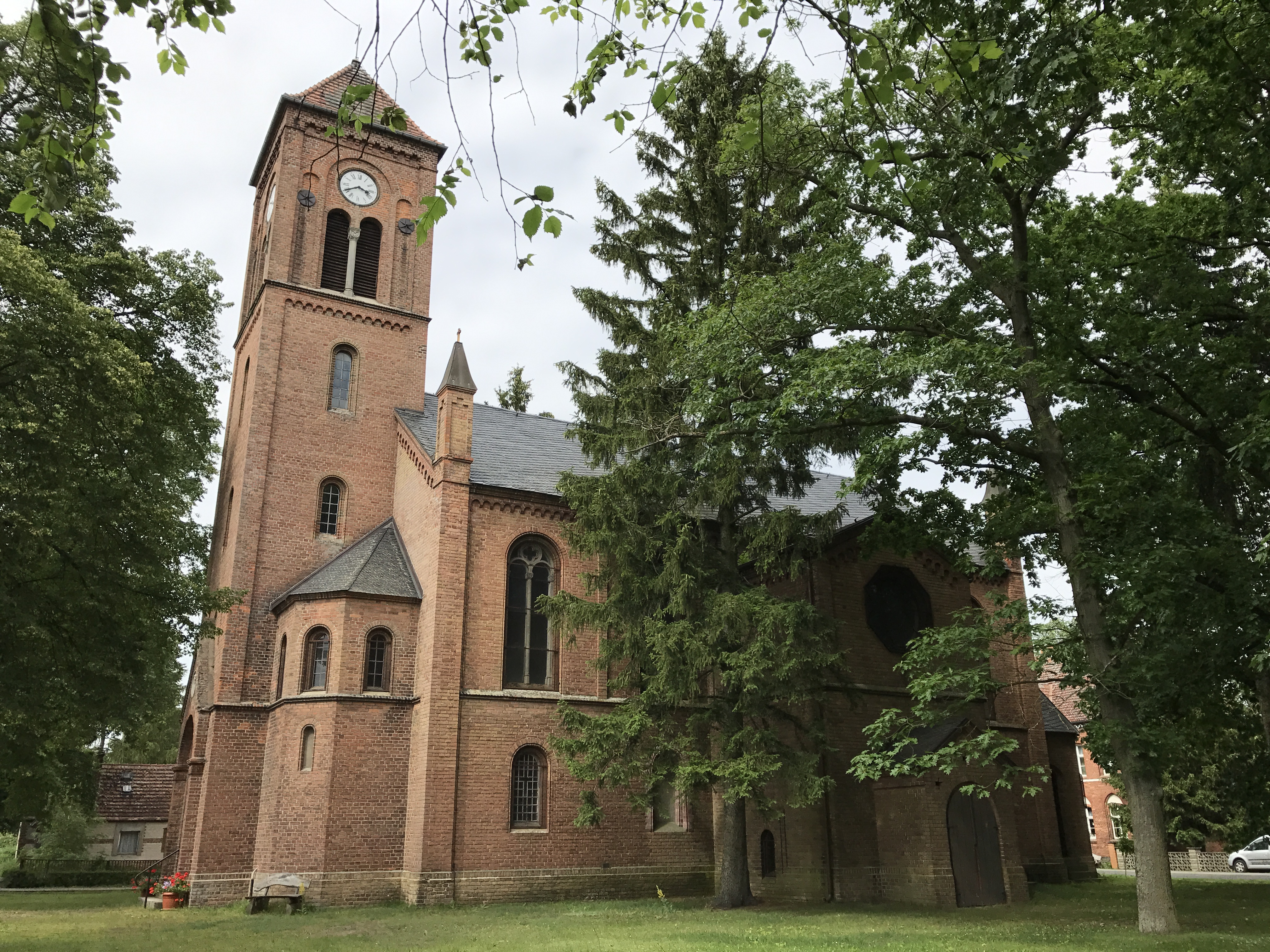
Dorfkirche Selchow (Storkow)

Die evangelische Dorfkirche Selchow ist eine neuromanische Saalkirche aus dem 19. Jahrhundert in Selchow, einem Ortsteil von Storkow (Mark) im Landkreis Oder-Spree im Land Brandenburg. Sie entstand nach Plänen von Friedrich August Stüler. Die Kirchengemeinde gehört zur Evangelischen Kirchengemeinde Storkower Land im Kirchenkreis Oderland-Spree der Evangelischen Landeskirche Berlin-Brandenburg-schlesische Oberlausitz.

## Lage
Durch den Ort verläuft die Selchower Straße in Nord-Süd-Richtung. Sie verzweigt sich etwa in der Mitte des Ortes und umschließt einen historischen Dorfanger. Auf ihm steht das Bauwerk, das nicht eingefriedet ist.

## Geschichte
Am 3. Oktober 1860 zerstörte ein Feuer den Vorgängerbau, so dass die Kirchengemeinde einen Neubau wünschte. Dieser wurde in den Jahren 1865 und 1866 nach Plänen von Friedrich August Stüler in neuromanischen Formen errichtet und am 3. Oktober 1866 eingeweiht. Die Kosten beliefen sich auf 15.000 Taler. Hinzu kam eine Patronatsloge der Gutsfamilie Löschebrand. Darin befindet sich ein Fenster mit einem Davidstern, der nachträglich auf Veranlassung der Familie Paul Mankiewitz verbaut wurde. Im Zweiten Weltkrieg wurde das Bauwerk beschädigt und die Turmspitze musste abgetragen werden. Die Kirche wurde mehrfach restauriert und saniert. Bei den Arbeiten der Jahre 1959 bis 1962 behoben Handwerker die Schäden jedoch nicht gründlich, so dass eine erneute Reparatur erforderlich war. Ende der 1990er-Jahre erfolgte eine aufwändige Innensanierung. Eine erneute Restaurierung fand in den Jahren 1994 bis 1996 statt. Die erneute Kirchweihe fand am 11. Juli 1999 statt.

## Baubeschreibung

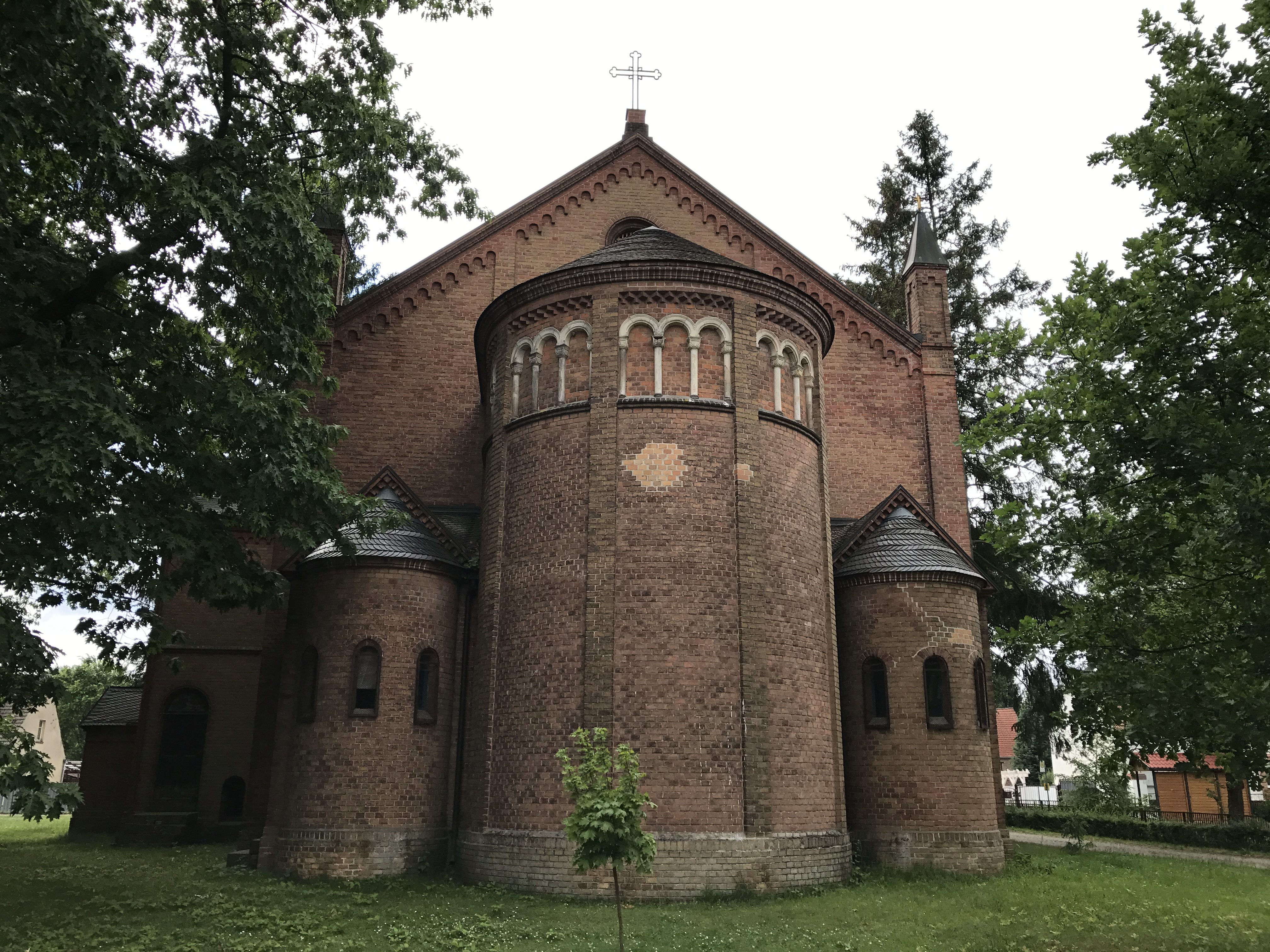
Ansicht von Osten

Der Chor ist eingezogen, halbkreisförmig und besteht – wie auch das übrige Bauwerk – aus bräunlichem Mauerstein. Die schlanke Form wird durch Lisenen betont, die sich vom unteren Sockel bis in das Dach fortsetzen. In den so entstandenen Feldern ist im oberen Bereich ein Gesims, auf das je drei gekuppelte Rundbögen sowie ein Fries folgen. Die Kämpfer der Bögen sind dabei nochmals verstärkt und betonen ihre Form. Seitlich sind zwei tonnenförmige Anbauten mit kleinen Rundbogenfenstern und eine Pforte an der Nord- bzw. Südseite.
Der Giebel des sich daran anschließenden Kirchenschiffs ist ebenfalls mit einem Fries sowie einem kreisförmigen Fenster in seiner Mitte verziert. Die Seiten in Höhe der Dachtraufe zieren je eine Fiale, den Giebel selbst am Dachfirst ein Kreuz. Das Kirchenschiff wird an seiner Südseite durch die große und rechteckige Patronatsloge dominiert. Die erstreckt sich über zwei Geschosse und kann durch eine bogenförmige Tür von Süden her betreten werden. Darüber ist oberhalb eines umlaufenden Gesimses ein großes und kreisförmiges Fenster. Die verbleibende Wand ist klar gegliedert: Im unteren Geschoss sind an der West- bzw. Ostseite je ein kleines, bogenförmiges Fenster mit einem zweifach getreppten Gewände. Oberhalb des Gesimses ist ein großes, gekuppeltes Fenster mit Maßwerk. Die oberen Flächen sind ebenfalls mit Lisenen gegliedert und mit einem Fries am Übergang zur Dachtraufe verziert. Die nördliche Wand des Kirchenschiffs besteht aus fünf gleichartigen Fensterkombinationen. An der westlichen Wand des Schiffs wurden wiederum je zwei Fialen an den Ecken angebracht.
Der eingezogene und quadratische Westturm wird – analog zum Chor – durch zwei Anbauten ergänzt, die jedoch eckig ausgeführt wurden. Das Bauwerk kann durch eine große Pforte betreten werden, die an den Kämpfern ebenfalls verstärkt sind. Darüber ist im Spitzgiebel ein Medaillon, das Jesus Christus zeigt. Im mittleren Turmgeschoss sind an jeder zugänglichen Seite zwei bogenförmige Fenster; die Ecken mit Lisenen betont. Das Turmgeschoss ist wiederum mit einem Gesims getrennt, führt die Lisenen weiter und besitzt je zwei gekuppelte Klangarkaden mit einer darüber befindlichen Turmuhr. Das Pyramidendach schließt mit einem Kreuz ab.

## Ausstattung

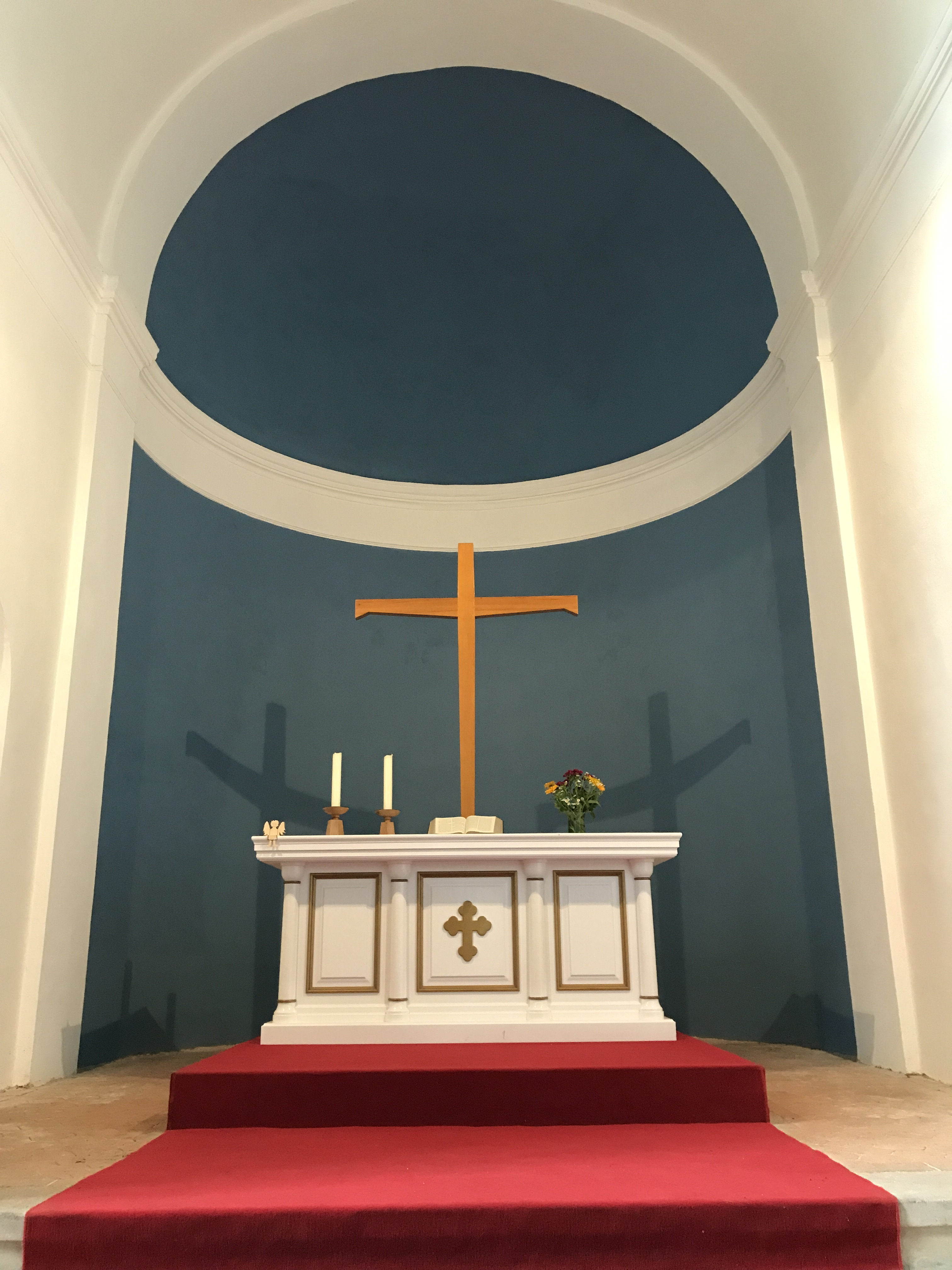
Blick in den Chor

Anlässlich der Renovierungsarbeiten im Jahr 1963 entschloss sich der damalige Pfarrer, das „unschöne“ Altarbild durch eine Auftragsarbeit der Grafikerin und Malerin Renate Niethammer zu ersetzen, die seinerzeit in der Gemeinde lebte. Es nahm als Motiv den Christusruf aus dem Evangelium nach Matthäus auf: „Kommt her zu mir, alle, die ihr mühselig und beladen seid; ich will euch erquicken.“  ((Mt 11,28 )). Bis 1965 schuf die Künstlerin ein Triptychon, das im Mittelteil Jesus zeigt, wie er von Hilfe suchenden Menschen umringt wird. Die Seitenbilder zeigen Menschen, die krank und auf der Flucht sind; ein Knochenmann links im Bild spielt zum Totentanz auf. Die ursprünglich als Altarbild angefertigten Kunstwerke hängen mittlerweile an der nördlichen Innenwand des Kirchenschiffs. Im Chor steht somit ein in Weiß gehaltener Altar, dessen Kassetten mit goldbrauner Farbe verziert sind; darauf anstelle eines Altarretabels ein schlichtes hölzernes Kreuz. Der Chor ist in blauer Farbe ausgemalt, wobei in Höhe der Kuppel ein umlaufendes, weißes Band den Übergang zum Kirchenschiff herstellt.
Dieses ist in weißer Farbe gehalten, ebenso die Patronatsloge, die mit einer schlichten Holzkassette vom übrigen Kirchenraum abgetrennt ist. Eine gleichartige Abtrennung findet der Betrachter auch auf der westlichen Empore. Darunter ist eine Winterkirche mit einer schlichten Orgel.
Von den beiden Glocken musste die erste im Jahr 1917 im Zuge einer Metallspende des deutschen Volkes abgegeben werden und ging verloren. Sie wurde 1929 ersetzt; doch 1942 musste die Kirchengemeinde erneut eine Glocke abgeben. Die verbliebene wurde im Zweiten Weltkrieg beschädigt und sprang. Nachdem sie neu gegossen wurde, konnte sie 1954 wieder aufgehängt werden. Am 28. November 2001 wurde sie um ein zweites Modell ergänzt.